# Fußball-Westasienmeisterschaft der Frauen 2014
Die Fußball-Westasienmeisterschaft der Frauen 2014 war die fünfte Austragung des von der AFC-Subkonföderation WAFF ausgetragenen Turniers. Alle Spiele wurden vom 15. April bis zum 19. April 2014 in der jordanischen Hauptstadt Amman ausgetragen. Im Gegensatz zur letzten Ausgabe nahmen nur vier Mannschaften teil, damit entsprach die Teilnehmerzahl derer die es beim Turnier in Jordanien im Jahr 2007 gab. Neben Jordanien, Palästina und dem Bahrain nahm erstmals die Mannschaft aus Katar teil. Der Titelverteidiger, die Vereinigten Arabischen Emirate, nahm nicht teil. Den Titel gewann mit Jordanien ein weiteres Mal der Gastgeber.

## Tabelle
| Pl. | Land      | Sp. | S | U | N | Tore    | Diff. | Punkte |
| --- | --------- | --- | - | - | - | ------- | ----- | ------ |
| 1.  | Jordanien | 3   | 3 | 0 | 0 | 022:000 | +22   | 09     |
| 2.  | Palästina | 3   | 2 | 0 | 1 | 008:100 | −2    | 06     |
| 3.  | Bahrain   | 3   | 1 | 0 | 2 | 008:110 | −3    | 03     |
| 4.  | Katar     | 3   | 0 | 0 | 3 | 002:190 | −17   | 0      |

|                |   |           |      |
| 15. April 2014 |   |           |      |
| Jordanien      | – | Bahrain   | 5:0  |
| Palästina      | – | Katar     | 4:0  |
| 17. April 2014 |   |           |      |
| Katar          | – | Jordanien | 0:7  |
| Bahrain        | – | Palästina | 0:4  |
| 19. April 2014 |   |           |      |
| Jordanien      | – | Palästina | 10:0 |
| Katar          | – | Bahrain   | 2:8  |

## Schiedsrichter
- Ahmad Ibrahim
- Abdulrahman al-Jassim
- Hussein Abo Yehia
- Mohammad Ibdeir